# The Devil Judge
The Devil Judge, ou Le Juge diabolique au Québec (hangeul : 악마판사 ; RR : Angmapansa) est une série télévisée sud-coréenne en seize épisodes d'environ 75 minutes diffusée entre le 3 juillet et le 22 août 2021 sur tvN, et internationalement depuis le 24 décembre 2021 sur Netflix.
Elle met en vedette Ji Sung, Kim Min-jung (en), Park Jin-young et Park Gyu-young.

## Synopsis
La série se déroule dans une version dystopique de la Corée du Sud, où les gens nourrissent de la haine envers leurs dirigeants et vivent dans le chaos.

## Distribution
Acteurs principaux
- Ji Sung : Kang Yo-han
  - Moon Woo-jin : Yo-han, enfant
- Kim Min-jung (en) : Jung Sun-ah
- Park Jin-young : Kim Ga-on / Kang Isaac
  - Seo Woo-jin (en) : Isaac, enfant
- Park Gyu-young : Yoon Soo-hyun

Acteurs secondaires
- Jang Young-nam (en) : Cha Kyung-hee
- Kim Jae-kyung (en) : Oh Jin-joo
- Ahn Nae-sang (en) : Min Jeong-ho
- Hong Seo-joon : Min Yong-sik
- Baek Hyun-jin : Heo Joong-se
- Lee Seo-hwan : Park Du-man
- Jeong In-gyeom : Seo Jeong-hak
- Lee Ki-taek : K
- Jeon Chae-eun : Kang Elijah
  - Kim Su-ha : Kang Elijah (enfant)
- Joo In-young : Kim Sang-sook
- Jung Ae-youn : Do Yeon-jung
- Yoon Da-kyung : Pi Hyang-mi
- Yoon Ye-hee : Ji Young-ok
- Moon Dong-hyeok : Lee Young-min
- Nam Sung-jin : Lee Jae-kyung
- Seo Sang-won : Ji Yoon-sik
- Joo Suk-tae : Kang Ji-sang
- Lee Hwa-ryong : PD de l'émission en direct de la salle d'audience
- Kwon Hae-sung : procureur
- Lee So-geum : détective de police et partenaire de Soo-hyun
- Kim Kyoung-il : secrétaire de Cha Kyung-hee
- Kang Seo-joon : Nam Seok-hoon

Autres
- Jung Jae-sung : Ju Il-do (Ép. 1-2)
- Park Hyoung-soo : Ko In-guk (Ép. 1)
- Lee Yang-hee : Docteur Yu Jong-baek (Ép. 1-2)
- Cha Gun-woo : Jang Ki-young (Ép. 1-2)
- Hong Jung-min : Sae-in (Ép. 2)
- Kim Song-il : priest (Ép. 2)
- Lim Yong-soon : Réalisateur Yoon (Ép. 2, 4)
- Seo Min-sung : employé chez Joongwon FNB (Ép. 2, 4)
- Myung Suk-geun : Jung In-seok (Ép. 3-4)
- Shin Kang-kyun : scavenger personnes âgées (Ép. 3-4)
- Yook Jin-soo : Kim Man-ho (Ép. 3)
- Bae Eun-woo : petite amie de Lee Young-min (Ép. 3)
- Joo Boo-jin : proprietaire d'un restaurant (Ép. 3)
- Shin Hee-gook : Lee Ji-hoon (Ép. 3-4)
- Jang Ho-jin : Kim Sung-hoon (Ép. 3-4)
- Jung A-yeon : serveuse à temps partiel (Ép. 3-4)
- Yoo Yong : avocat de Lee Young-min (Ép. 3)
- Jung Chung-goo : ancien pompier (Ép. 3-4)
- Kim Kwang-sik : Détective Park (Ép. 4)

## Fiche technique
- Titre original : 악마판사
- Titre international : The Devil Judge
- Titre québécois : Le Juge diabolique
- Réalisation : Choi Jung-gyu
- Scénario : Moon Yoo-seok
- Musique :	Jeong Se-rin
- Sociétés de production : Studio Dragon, Studio&NEW
- Société de distribution : tvN (Corée du Sud)
- Pays d'origine :  Corée du Sud
- Langue originale : coréen
- Genre : drame
- Dates de diffusion : Corée du Sud : 3 juillet 2021 sur tvN